# Georg Joseph Kamel

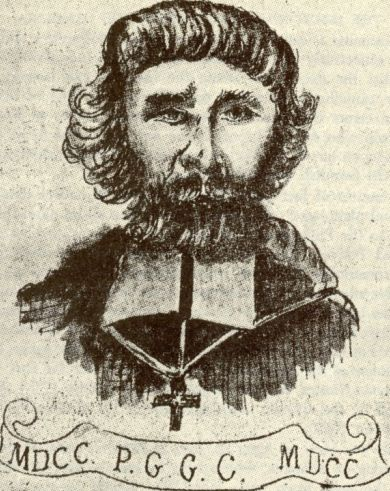
Georg Joseph Kamel

Georg Joseph Kamel, ook bekend als Camellus, (Brno (Moravië, nu Tsjechië), 21 april 1661 - Manilla (Filipijnen), 2 mei 1706) was een jezuïet, missionaris en botanicus in de Filipijnen.
Kamel werd eerst in 1683 naar de Marianen in de Stille Oceaan gezonden en vervolgens in 1688 overgeplaatst naar de Filipijnen. Hij startte een apotheek in Manilla, waar arme mensen gratis werden geholpen.
Kamel schreef Herbarium aliarumque stirpium in insula Luzone Philippinarum ('planten en geneeskundige planten op het eiland Luzon, Filipijnen'). Delen van dit werk over oosterse planten werden gepubliceerd als een appendix in het werk van de leidende Britse botanicus, John Ray, in zijn Historia plantarum; species hactenus editas insuper multas noviter inventas & descriptas complectens in 1704, en in Philosophical Transactions of the Royal Society of London.
Het geslacht Camellia is door de Zweedse botanicus Carl Linnaeus naar hem vernoemd.
- Biblioteca Nacional de España: XX4437727
- Author citation (botany): Kamel
- Stuttgart Database of Scientific Illustrators 1450–1950: 2149
- Gemeinsame Normdatei: 118666746
- International Standard Name Identifier: 0000 0000 6317 1238
- Library of Congress Control Number: n85356762
- Nationale Bibliotheek van Tsjechië: jk01020551
- Nationale Bibliotheek van Israël: 987007278760105171
- Nederlandse Thesaurus van Auteursnamen: 239755316
- SNAC: w6th9070
- Système universitaire de documentation: 23356683X
- Trove: 1118153
- Virtual International Authority File: 13101068
- WorldCat: E39PBJv4rdVJ3pvcQBGB9v89jC